# كريس باين (مخرج)
كريس باين (بالإنجليزية: Chris Paine)‏ هو مخرج أمريكي، ولد في 1961.

## وصلات خارجية
- كريس باين على موقع IMDb (الإنجليزية)
- كريس باين على موقع ألو سيني (الفرنسية)
- كريس باين على موقع أول موفي (الإنجليزية)
- كريس باين على موقع قاعدة بيانات الأفلام السويدية (السويدية)
- كريس باين على موقع قاعدة بيانات الفيلم (الإنجليزية)
- كريس باين على موقع كينوبويسك (الروسية)